# Douchy-les-Mines

Douchy-les-Mines este o comună în departamentul Nord, Franța. În 1 ianuarie 2022 avea o populație de 10.112 de locuitori.